# Benito de Aniane
San Benito de Aniano o de Aniane  (Languedoc; 750 – 821), monje benedictino cuya obra de reforma del monaquismo es esencial para el benedictismo de Europa. Su fiesta se celebra el 12 de febrero (11 de febrero para los benedictinos).

## Biografía
En principio Benito se llamaba Witiza, hijo de Aigulfo de Melguelh, conde visigodo de Melguelh. Se educa en la corte de Pipino el Breve y después en la de Carlomagno. En 774 hace su profesión monástica en Saint-Seine, cerca de Dijón, pero abandona la abadía ante la falta de rigor de los monjes. Marcha a Aniane, cercano a Montpellier donde lleva una vida de anacoreta. En 782 funda un cenobio próximo a Aniane donde, con unos cuantos discípulos, puede llevar la vida ascética que predica. Este tarda en desarrollarse debido a su rigor y, Benito decide adoptar la Regla de san Benito de Nursia (c. 480-547) cuya aplicación, en sentido estricto, le parece más práctica. De todos modos, a Benito de Aniane se debe una gran colección de reglas anteriores —una de las poquísimas que se han conservado— llamada Liber ex regulis, que luego le permitió elaborar una Concordia regularum, donde muestra cómo todo lo mejor de las reglas anteriores se encontraba en la Regla de San Benito.
En 792, la abadía pasa a ser real y, en consecuencia, un centro de radiación por medio del cual Benito busca imponer el benedictismo en Aquitania que es aceptado en  Languedoc, Auvergne y Borgoña. Luis el Piadoso se interesa por la nueva regla ya que quiere imponer la unidad religiosa en el Imperio para que enmarque su territorio. Llama a Benito a Inden  donde prepara tres sínodos en los que se trata la reforma del monaquismo en 816, 817 y 818-819. Imponen la Regla de san Benito de Nursia y la libre elección del abad. Desde missi monastici, velan por su aplicación y decisiones. Benito quiere integrar la abadía en las instituciones del Imperio, al igual que Luis el Piadoso. El abad se convierte en un verdadero jefe de la comunidad.
La obra de Benito no es sólo una obra de unificación, sino también una lucha contra el adopcionismo, difundida por la liturgia romanofranca y la escritura minúscula. Los cambios aportados se adoptan rápidamente en Sajonia e Italia desde 820-830. El benedictismo va imponiéndose en Europa y termina creándose Cluny. Sin embargo, a partir de esta regla única, se crearán normas propias en cada abadía.